# Ove Rosengren
Ove Rosengren, född 9 juni 1940, död 27 november 2012, var en svensk drogterapeut och narkotikadebattör. Han var ordförande i Riksförbundet narkotikafritt samhälle (RNS) under åren 1979–2010.
Rosengren växte upp i ett hem med en far som hade svåra alkoholproblem. Efter FN-tjänst i Kongo utbildade sig Rosengren till socionom och började därefter på Maria Ungdom i Stockholm. På 1970-talet var han under sju år medlevare på Hasselakollektivet Franshammars gård. Han efterträdde Yngve Persson som ordförande i RNS. Parallellt med sitt ordförandeskap inom RNS arbetade Rosengren som drogterapeut i kriminalvården och skrev böcker om beroendetillstånd och kriminalitet.